# Alessandra Basso
Alessandra Basso (14 de março de 1967 em Treviso) é uma advogada e política italiana eleita membro do Parlamento Europeu em 2019.